# FG Стрелы
FG Стрелы — сверхгигант в созвездии Стрелы на расстоянии 8000 световых лет. В момент первого обнаружения в 1943 году звезда считалась переменной, спектральный класс был указан как B4Ieq (синий) в 1955 году. С тех пор звезда расширилась, спектральный класс B изменился на класс G (жёлтый) в 1991 году, и затем на K (оранжевый). FG Стрелы стала демонстрировать признаки пульсации, становясь звездой спектрального класса A (спустя малое время после того, как звезде был присвоен класс B4Ieq), с периодом 15 дней, в настоящее время период возрос до более чем 100 дней.
FG Стрелы является центральной звездой планетарной туманности Henize 1-5.
С 1992 года звезда то слабела, то увеличивала яркость подобно переменным звёздам типа R Северной Короны. Такое поведение усиливается вследствие недостатка водорода, присущего звёздам такого типа.
Предполагается, что данная звезда испытывает поздний тепловой пульс после ухода с асимптотической ветви гигантов при движении к горячей стороне трека охлаждения белых карликов. Считается, что тепловой пульс привёл к тому, что звезда снова начала вести себя как звезда асимптотической ветви гигантов.